# Mxolisi Mthethwa
Mxolisi Mthethwa (sinh ngày 18 tháng 9 năm 1978) là một cầu thủ bóng đá người Swaziland thi đấu ở vị trí tiền vệ. Tính đến tháng 2 năm 2010, anh thi đấu cho Royal Leopards ở Giải bóng đá ngoại hạng Swaziland và có 39 lần ra sân cùng 1 bàn thắng cho quốc gia.